# Chiesa di Santa Croce (Cerveteri)
La chiesa di Santa Croce è il principale complesso ecclesiastico del borgo del Sasso, nel comune di Cerveteri. Appartiene al complesso del palazzo Patrizi, essendo in origine concepita come cappella di palazzo.

## Storia e descrizione
La chiesa, originariamente dedicata a san Filippo Neri, fu fondata dal marchese Filippo Patrizi nel XVI secolo come chiesa del palazzo e del piccolo borgo creatosi attorno. Nel 1642 venne aggiunta la cappella della madonna e gli altari laterali.
Ha navata singola affiancata da due cappelle. Sull'altare centrale si trova un affresco con santi (San Francesco, Sant'Elena e i beati Patrizio e Antonio Patrizi) in venerazione al cui centro sorge una nicchia con il reliquiario della Santa Croce.
A sinistra dell'altare centrale si trova una nicchia contenente alcune reliquie di Sant'Antonio Abate, patrono del paese, una cui statua, risalente al XIX secolo, è conservata nella chiesa e portata in processione ogni 17 gennaio.
Nella chiesa si trovano anche due dipinti di autore ignoto che raffigurano Santa Severa e Sant'Anzino.